# Huizarochi
Huizarochi es una localidad del estado mexicano de Chihuahua. Es parte del municipio de Guachochi.

## Toponimia
El nombre «Huizarochi» proviene del tarahumara huisaróchi. Su significado es «lugar de álamos».

## Demografía
| Gráfica de evolución demográfica |
|                                  |

| Censo | Población |
| ----- | --------- |
| 1970  | 129       |
| 1980  | 253       |
| 1990  | 175       |
| 2000  | 38        |
| 2010  | 454       |
| 2020  | 1 093     |